# Andrej Glavan
Andrej Glavan, slovenski duhovnik, upokojeni novomeški škof, * 16. oktober 1943, Soteska.

## Življenjepis
Andrej Glavan se je rodil 14. oktobra 1943 v Soteski pri Dolenjskih Toplicah. Nižjo gimnazijo je obiskoval v rojstnem kraju, maturiral pa je leta 1961 v Kranju. 1966 je diplomiral na ljubljanski univerzi iz kemijske tehnologije. Potem se je za nekaj mesecev zaposlil v tovarni Iskra v Žužemberku, nato je sledila enoletno služenje vojaškega roka. Po opravljeni vojaščini se je vpisal na študij bogoslovja.
29. junija 1972 je bil posvečen v duhovnika, 30. oktobra istega leta so mu dodelili službo nedeljskega kaplana v Škofji Loki. Tam je za leto in pol postal redni kaplan. V tem času je pripravljal ustanovitev nove župnije na Suhi (1975). Od leta 1981 je bil župnik v Stari Loki. V tem času je bil leto dni tudi soupravitelj župnije Sv. Lenart nad Škofjo Loko.
Leta 1980, 1985 (do 1990) in 1997 je bil izvoljen in imenovan za dekana škofjeloške dekanije; zadnji mandat je opravljal do leta 2000. Imenovan je bil tudi za prodekana in bil izvoljen v duhovniški svet ljubljanske nadškofije. Od jeseni leta 1998 do marca 2005 je opravljal službo arhidiakona za Gorenjsko.
Papež Janez Pavel II. ga je leta 1999 imenoval za prelata, 13. marca 2000 pa za ljubljanskega pomožnega škofa in naslovnega škofa Mustija v Numidiji. 12. junija 2000 je bil v Ljubljani posvečen v škofa. Za svoje škofijsko geslo je izbral: »Karkoli vam poreče, storite!« Od jeseni leta 2000 do januarja leta 2005 je bil tudi tajnik Škofijskega pastoralnega sveta. Po odhodu Franca Rodeta z mesta ljubljanskega nadškofa konec aprila 2004 je bil do imenovanja novega nadškofa Urana 5. decembra 2004 začasni upravitelj (kapitularni vikar) ljubljanske nadškofije, nato pa je prevzel mesto generalnega vikarja ljubljanske nadškofije.
Papež Janez Pavel II. ga je ob ustanovitvi novomeške škofije aprila 2006 imenoval za prvega novomeškega škofa; na to mesto je bil umeščen 10. junija 2006, ob dopolnjenih 75 letih pa je papežu ponudil odstop, ki ga še ta ni sprejel.
Po odstopu Antona Stresa je bil imenovan na mesto apostolskega administratorja v Ljubljani (2013-14). Prav tako je bil 31. julija 2013 izvoljen za predsednika Slovenske škofovske konference (SŠK) do leta 2017, ko ga je nasledil ljubljanski nadškof in metropolit Stanislav Zore.